# Bob Merrill (Songwriter)
Henry Robert Merrill Levan (* 17. Mai 1921 in Atlantic City, New Jersey; † 17. Februar 1998 in Culver City, Kalifornien) war ein amerikanischer Songwriter, Theaterkomponist, Texter und Drehbuchautor. Er war einer der erfolgreichsten Songschreiber der 1950er Jahre in den amerikanischen und britischen Single-Charts. Er schrieb Musicals für den Broadway, darunter Lili (Musik und Text) und Funny Girl (Text).

## Karriere
Als Teenager wollte er Sänger werden und nahm an allen lokalen Talentwettbewerben teil. Er arbeitete sogar als Imitator und Moderator in einem örtlichen Burlesque-Theater. Seine Pläne für eine Karriere im Showbusiness wurden durch den Ausbruch des Zweiten Weltkriegs durchkreuzt, als er zur Kavallerieabteilung der Armee eingezogen wurde. Nach dem Krieg zog Merrill nach Hollywood, wo er als Dialogregisseur für Columbia Pictures arbeitete. Dort lernte er die Sängerin Dorothy Shay kennen und schrieb in der Folge mehrere Songs für sie, die durch die Aufnahme auf ihre Alben Merrills Karriere begründeten. Der in Zusammenarbeit mit Al Hoffman und Clem Watts geschriebene Novelty-Song „If I Knew You Were Comin’ I’d’ve Baked a Cake“ wurde 1950 von Eileen Barton aufgenommen.
Zu Merrills weiteren Songs, von denen es viele unter die Top Ten schafften, zählen:
- My Truly, Truly Fair (1950) – Guy Mitchell
- Sparrow in the Treetop (1950) – Guy Mitchell
- She Wears Red Feathers (1951) – Guy Mitchell
- Pittsburgh, Pennsylvania (1952) – Guy Mitchell
- (How Much Is) That Doggie in the Window? (1953) – Patti Page
- Mambo Italiano (1954) – Rosemary Clooney
- The Kid's Last Fight (1954) – Frankie Laine
- Make Yourself Comfortable (1954) – Sarah Vaughan
- Tina Marie (1955) – Perry Como
- Honeycomb (1957) – Jimmie Rodgers
- Love Makes the World Go 'Round (1961) – Jane Morgan
- People (1964) – Barbra Streisand

Merrill konnte die Songs komponieren, obwohl er kein Musikinstrument beherrschte. Er nutzte einfach ein mit Zahlen versehenes Spielzeug-Xylophon.
Mit New Girl in Town, einer Musical-Adaption von Eugene O’Neills Anna Christie,  debütierte Merrill 1957 am Broadway. Das Musical wurde für den Tony Award als bestes Musical nominiert. 1959 folgte Take Me Along, mit Musik und Text von Merrill, mit Jackie Gleason und Walter Pidgeon in den Hauptrollen. Das Musical wurde 1960 für den Tony Award als bestes Musical nominiert. 1961 wurde aus dem Film Lili das Broadway-Musical Lili mit Anna Maria Alberghetti in der Hauptrolle und Texten und Musik von Merrill. Das Musical wurde 1962 für den Tony Award als bestes Musical nominiert.
Theatererfolge feierte er mit dem Barbra-Streisand-Musical Funny Girl (1964), das die Standards „People“ und „Don't Rain on My Parade“ einführte. Merrill und Jule Styne wurden 1964 für den Tony Award für beste Originalmusik nominiert. Als die Bühnenshow für einen Film adaptiert wurde, wurden er und seine Songwriting-Partnerin Jule Styne gebeten, eine Titelmelodie zu schreiben, die 1968 für einen Academy Award und einen Golden Globe als bester Song nominiert wurde.
Der Produzent David Merrick bat Merrill, zusätzliche Songs für das Musical Hello, Dolly! zu schreiben. Merrill steuerte zwei Lieder bei, „Motherhood March“ und „Elegance“, sowie einige zusätzliche Texte zu Jerry Hermans „It Takes a Woman“. Merrill akzeptierte keine Bezahlung oder Anerkennung für seine Ergänzungen zur Partitur. Er ist auch der Texter des Titelsongs „Loss Of Love“ aus dem italienischen Drama Sonnenblumen von 1970, komponiert von Henry Mancini.
Zu Merrills weiteren Broadway-Produktionen gehören Breakfast at Tiffany's (1966), Henry, Sweet Henry (1967), Sugar (1972) (überarbeitet als Some Like It Hot für eine Produktion am Londoner West End 1992 mit Tommy Steele in der Hauptrolle und eine landesweite Tournee in den USA 2002–2003 mit Tony Curtis als Osgood Fielding, Jr.) und The Red Shoes (1993).
Er schrieb das Buch und die Texte für das Musical Prettybelle (1971), das während der Probeaufnahmen in Boston abgesetzt wurde. Angela Lansbury spielte die Hauptrolle und Gower Champion führte Regie. Er schrieb die Musik und den Text für das Musical The Prince of Grand Street (1978), das während der Proben in Boston abgesetzt wurde. Das Musical mit Robert Preston in der Hauptrolle wurde von Gene Saks inszeniert. Aufgrund der Kritiken bei der Probeaufführung in Philadelphia wurde für Boston ein völlig neuer erster Akt geschrieben.
Er wurde fünfmal für den Tony Award nominiert, gewann ihn aber nie. Allerdings gewann er 1961 den New York Drama Critics Award für seine Arbeit an Lili. Merrill schrieb unter anderem das Drehbuch zu W.C. Fields and Me (1976) und die Fernsehfilme Portrait of a Showgirl (1982) und The Animated Adventures of Tom Sawyer (1998). Für das Fernsehen schrieb Merrill unter anderem zwei Weihnachtsspecials, Mister Magoo's Christmas Carol (1962) und The Dangerous Christmas of Red Riding Hood (1965) für Liza Minnelli.

## Persönliches Leben und Tod
Merrill wurde in Atlantic City, New Jersey, geboren und wuchs in Philadelphia über der Süßwarenfabrik und dem Sodabrunnen seiner Familie auf.
Merrill war 1964 mit Dolores Marquez verheiratet, Sie ließen sich scheiden und er heiratete 1976 Suzanne Reynolds. Merrill erkrankte Mitte der 1990er Jahre an verschiedenen Krankheiten. Er litt an Depressionen und beging am 17. Februar 1998 Selbstmord.

## Bühnenmusicals
- New Girl In Town (1957)
- Take Me Along (1959)
- Lili (1961)
- Funny Girl (1964)
- Breakfast at Tiffany's (1966)
- Henry, Sweet Henry (1967)
- Prettybelle (1971)
- Sugar (1972)
- The Prince of Grand Street (1978)
- We're Home (1984) – Off-Broadway[24]
- Hannah... 1939 (1990) – Off-Broadway[25]
- The Red Shoes (1993) (credited als Paul Stryker)[26]